# Neurulation

Bildsekvens som visar neurulationsprocessen.
Bildförklaring
1. Neuralplattan
2. Neuralplattan viks och bildar neuralrännan
3. Neuralrännans veck möts, neuralröret har bildats.

Neurulation är den process i utvecklingen hos embryon hos ryggradsdjur då neuralröret, det tidiga anlaget till det centrala nervsystemet, bildas.
Neurulationsprocessen börjar med bildandet av neuralplattan. Neuralplattan viks inåt och bildar en fåra, neuralfåra eller neuralränna. När neuralplattans veckning tilltar djupnar fåran och till sist möts vecken och ett slutet rör, neuralröret, bildas.
Hos människan börjar neurulationsprocessen under tredje graviditetsveckan, med utvecklingen av neuralplattan runt dag 18. Neuralröret är fullbildat dag 26 eller 27. 